# Pro tempore

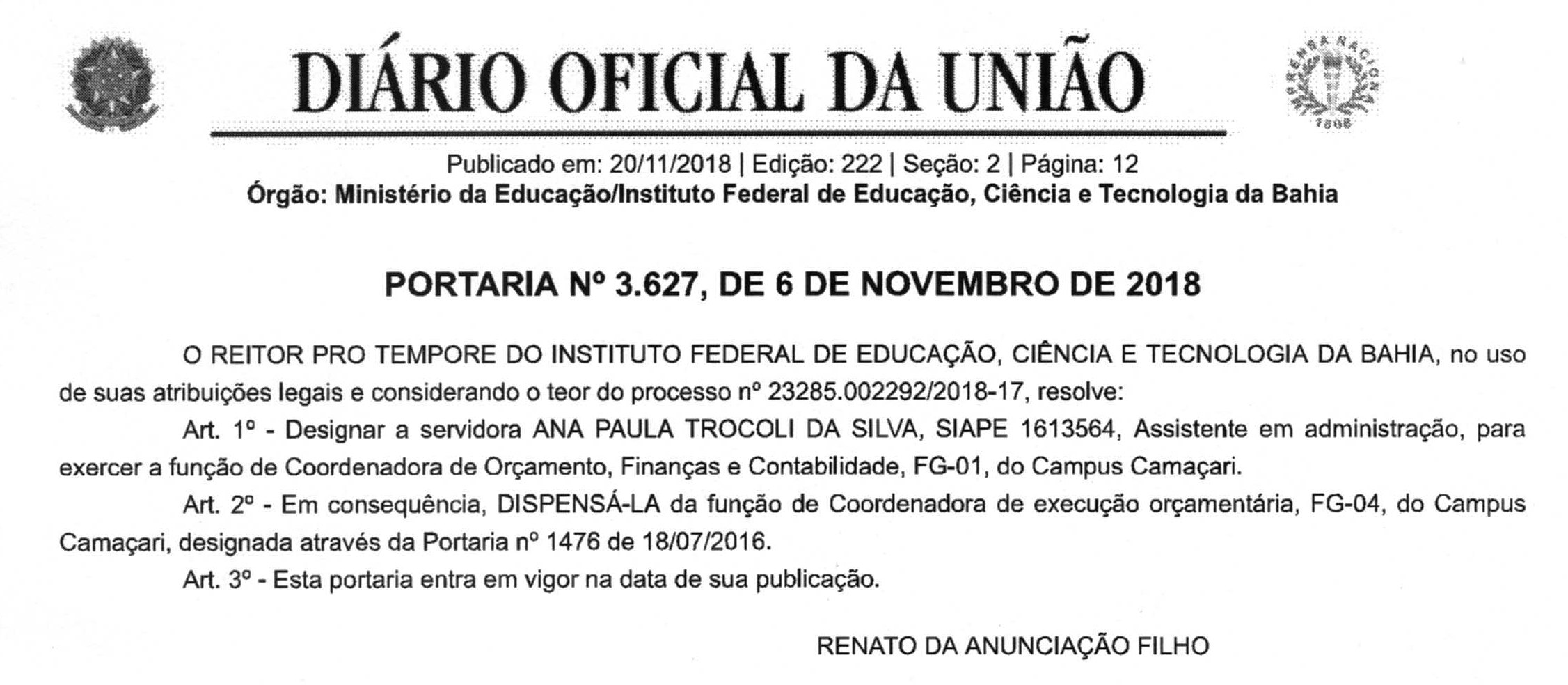
Pro tempore est une locution latine.

Pro tempore est une locution latine qui signifie « Pour un temps limité ». Cette formulation latine est employée pour indiquer souvent une fonction ou une charge temporaire en raison de l'absence d'une personnalité à la fonction hiérarchique supérieure.
- Président pro tempore du Sénat des États-Unis. La Constitution américaine prévoit l'élection d'un président pro tempore pour présider le Sénat américain en cas d'absence du vice-président. Hormis pendant les années de 1886 à 1947, le président pro tempore accéda à la magistrature suprême si les sièges de président et de vice-président devenaient vacants.
- Président pro tempore de la Chambre des représentants des États-Unis qui assure temporairement l'intérim de la présidence en cas de vacance de la fonction.

Certaines villes et municipalités aux États-Unis n'ont pas une fonction de vice-maire ou maire adjoint, mais plutôt une personne du conseil municipal agissant en tant que maire pro tempore, c'est-à-dire par intérim en l'absence du maire en place.
- Président pro tempore de l'Union des nations sud-américaines. Le poste de président pro tempore est une fonction située à la tête de l'Union des nations sud-américaines (UNASUR).